# Saint-Denis-des-Monts
Saint-Denis-des-Monts är en kommun i departementet Eure i regionen Normandie i norra Frankrike. Kommunen ligger i kantonen Bourgtheroulde-Infreville som tillhör arrondissementet Bernay. År 2022 hade Saint-Denis-des-Monts 208 invånare.

## Befolkningsutveckling
Antalet invånare i kommunen Saint-Denis-des-Monts
Referens:INSEE